# HMS Fearless (H67)
Pour les autres navires du même nom, voir HMS Fearless.
Le HMS Fearless (pennant number H67) est un destroyer de classe F lancé pour la Royal Navy en 1934. 

## Conception
Le Fearless est commandé, dans le cadre du programme naval de 1932, le 17 mars 1933 pour le chantier naval de Cammell Laird Shipyard de Birkenhead en Angleterre. La pose de la quille est effectuée le 17 mars 1933, le Fearless est lancé le 12 mai 1934 et mis en service le 12 décembre 1934.
Le Fearless est un des 9 navires de la classe F, version allongée de la classe A de 1927 et sur la classe D précédente, permettant d'améliorer leur endurance. La classe F est une répétition de la  classe E avec quelques différences mineures Ses quatre canons, en affût simple, sont de 120 mm (4,7 pouces). Ils sont superposés deux à la proue et les deux autres à la poupe. Deux plateformes de tubes lance-torpilles quadruples de 533 mm sont présentes dans l'axe du navire, installées après les deux cheminées et séparées par une plateforme projecteur. Il n'est pas équipé à l'origine comme dragueur de mines.
Les destroyers des classes F déplacent 1 405 Long tons (1 428 t) en charge normale et 1 940 Long tons (1 970 t) en pleine charge. Ils ont une longueur totale de 100,3 mètres, une largeur de 10,1 mètres et un tirant d'eau de 3,8 mètres. Ils sont propulsés par deux turbines à vapeur à engrenages Parsons, chacune entraînant un arbre d'hélice, utilisant la vapeur fournie par trois chaudières à trois tambours Almirauty qui fonctionnent à une pression de 20,7 bar (300 psi) et à une température de 327 °C. Les turbines développent une puissance totale de 36 000 chevaux-vapeur (27 000 kW) et atteignent une vitesse maximale de 35,5 nœuds (65,7 km/h). Les destroyers transportent un maximum de 470-480 tonnes de mazout, ce qui leur donne une autonomie de 6 350 milles marins (11 760 km) à 15 noeuds (28 km/h).L'effectif du navire est de 145 officiers et matelots.
Une modernisation de temps de guerre est opérée dès 1940. À partir de mai 1940, le banc arrière des tubes de torpilles est retiré et remplacé par un canon antiaérien QF de 12 livres 20-cwt, le mât arrière et la cheminée étant coupés pour améliorer le champ de tir du canon. Quatre à huit canons Oerlikon QF de 20 mm sont ajoutés aux navires survivants, remplaçant généralement les supports de mitrailleuse de calibre .50 entre les cheminées. Au début de la guerre, le stockage des grenades sous-marines est passé à 38. En 1943, on lui enlève son canon "Y" sur le pont arrière pour permettre un stockage supplémentaire de grenades sous-marines et l'installation de deux lanceurs de grenades sous-marines supplémentaires. Le canon de 12 livres est retiré pour permettre l'installation d'un radiogoniomètre Huff-Duff sur un mât principal court et pour permettre le stockage de charges sous-marines supplémentaires. On remplace son canon "A" ou "B" par un mortier Hedgehog anti-sous-marin, et sa tour de contrôle et son télémètre au-dessus du pont sont retirés en échange d'un radar de repérage de cible Type 271. Un radar de recherche de surface à courte portée de type 286, adapté du radar ASV de la Royal Air Force, est également ajouté.

## Histoire
Achevé le 19 décembre 1934, le Fearless est d'abord affecté à la 6e flottille de destroyers (6DF) de la Home Fleet (flotte intérieure), mais il est détaché pour renforcer la Mediterranean Fleet (flotte méditerranéenne) pendant la crise d'Abyssinie et la seconde guerre italo-éthiopienne entre le royaume d'Italie (Regno d'Italia) et l'Empire éthiopien (alors connu sous le nom de « Abyssinie » en Europe), de mars à juillet 1936. 
Le navire applique l'embargo sur les armes imposé aux deux parties pendant la guerre civile espagnole par les décrets du Comité international pour la non-intervention de novembre 1936 à mars 1937. Pendant cette période, le Fearless escorte le vieux paquebot SS Habana, rempli d'enfants réfugiés, du Pays basque à Saint-Jean-de-Luz, en France. 
Il retourne à Gibraltar pour des détachements de trois mois en août 1937, janvier 1938 et janvier 1939. La 6DF est renommée 8e flottille de destroyers (8DF) en avril 1939, cinq mois avant le déclenchement de la Seconde Guerre mondiale. Le Fearless y est reste assigné jusqu'en mai 1940, escortant les capital ships (les navires les plus grands et plus importants) de la flotte.

### Seconde Guerre mondiale
Après que deux chalutiers de pêche ont été coulés par un sous-marin au large des Hébrides après le début de la Seconde Guerre mondiale en septembre 1939, les 6e et 8e flottille de destroyers reçoivent l'ordre d'inspecter la zone le 19 septembre. Le jour suivant, le Fearless et trois de ses navires-jumeaux coulent le sous-marin allemand U-27 et reprennent leurs fonctions d'escorte habituelles. Fin mars 1940, le Fearless et le destroyer Hostile sont chargés de la protection du croiseur léger Birmingham alors qu'il est à la recherche de navires de pêche allemands au large des côtes norvégiennes. Le Birmingham et ses consorts reçoivent l'ordre de rejoindre la force de couverture de l'opération Wilfred, une opération de pose de mines dans le Vestfjord pour empêcher le transport de minerai de fer suédois de Narvik vers l'Allemagne, dans la soirée du 7 avril, mais ils sont retardés par la nécessité de transférer les équipages de prise de plusieurs chalutiers capturés et de prendre la mer.
Une semaine plus tard, le Fearless escorte le cuirassé Valiant qui couvrait le convoi NP1, le premier convoi de troupes vers la Norvège, alors que les Alliés commencent à exécuter le Plan R 4 après l'invasion allemande du 9 avril. Le convoi entre dans l'Andfjorden le matin du 15 avril en route pour effectuer son débarquement à Harstad, mais il arrête après avoir reçu des informations faisant état d'un sous-marin allemand à la surface à l'intérieur du Vågsfjorden. Sans crainte, le destroyer Brazen et le chalutier HMT Amethyst reçoivent l'ordre de se rendre dans le Vågsfjorden pour y enquêter. L'ASDIC du Fearless trouve un sous-marin et le navire largue cinq grenades sous-marines près du U-49. Le commandant du sous-marin, le Kapitänleutnant (lieutenant) Curt von Gossler, panique et ordonne à son équipage de faire surface et de saborder le bateau. Les tirs de mitrailleuses du Fearless découragent  von Gossler de se débarrasser correctement de ses documents secrets et un bateau du Brazen a pu en récupérer beaucoup, y compris une carte indiquant l'emplacement de tous les U-Boote dans les eaux norvégiennes. Le Valiant, le Fearless, le Brazen et le destroyer Griffin reçoivent l'ordre de retourner à Scapa Flow ce soir-là.
À partir du 23 avril, le Fearless est l'un des escortes des porte-avions Ark Royal et Glorious qui mènent des opérations aériennes au large des côtes norvégiennes pour soutenir les opérations alliées à terre. Le Fearless est détaché pour faire le plein de carburant à Sullom Voe le 28 et rejoint la protection deux jours plus tard. Le navire est en réparation du 15 mai au 10 juin à Middlesbrough. Une semaine plus tard, il escorte les croiseur de bataille Hood et le Ark Royal, avec ses navires-jumeaux Faulknor et Foxhound et le destroyer Escapade, de Scapa Flow à Gibraltar où ils forment la Force H.

### Force H, 1940-41
Le 3 juillet, le Fearless participe à l'attaque de la flotte française à Mers-el-Kébir (opération Catapult). Un mois plus tard, le navire escorte la Force H lors de l'opération Hurry, une mission visant à faire décoller des avions de chasse pour Malte et à effectuer un raid aérien sur Cagliari le 2 août. Deux jours plus tard, alors qu'il rentre au Royaume-Uni, le Fearless entre en collision avec le chalutier Flying Wing et est réparé au chantier naval Barclay Curle à Scotstoun entre le 10 août et le 11 octobre. Le 30 octobre, il est impliqué dans une autre collision avec le SS Lanark à Greenock qui fracture sa poupe. D'autres réparations suivent à Troon, et le Fearless ne rejoint la Force H à Gibraltar que le 18 janvier 1941.
Le 31 janvier, la Force H quitte Gibraltar pour mener l'opération Picket, une attaque nocturne à la torpille infructueuse menée par huit avions Fairey Swordfish du Ark Royal sur le barrage de Tirso en Sardaigne. Les navires britanniques retournent à Gibraltar le 4 février et commencent à préparer l'opération Grog, un bombardement naval de Gênes, qui est mené avec succès cinq jours plus tard. Fin mars, avec le croiseur léger HMS Sheffield et trois autres destroyers, le navire tente d'intercepter un convoi français de Vichy qui comprend le cargo SS Bangkok, supposé chargé de 3 000 tonnes de caoutchouc, mais qui avait déjà été déchargé. Le Fearless reçoit l'ordre d'aborder et de capturer le Bangkok, mais il est contrecarré par des tirs d'une batterie de défense côtière au large du port de Nemours, en Algérie. Quelques jours plus tard, le Fearless et quatre autres destroyers escortent le Sheffield, le croiseur de combat Nemours et l'Ark Royal dans l'opération Winch, qui permet la livraison de 12 chasseurs Hurricane à Malte.
Au début du mois de mai, le Fearless fait partie de la protection des destroyers avec cinq autres destroyers pour le cuirassé Queen Elizabeth, et les croiseurs légers Naiad, Fiji et Gloucester qui rejoignent la flotte méditerranéenne. Cela fait partie de l'opération Tiger qui comprennent un convoi de ravitaillement transportant des chars au Moyen-Orient et le transfert de navires de guerre. Le Fearless et ses sister ships installent leur équipement de dragage de mines à deux vitesses (Two-Speed Destroyer Sweep ou TSDS) pour leur permettre de servir de dragueur de mines rapide en route vers Malte. Malgré cela, un navire marchand est coulé par des mines et un autre endommagé. Le 14 juin, le navire escorte une autre mission vers Malte dans l'opération Splice, une mission au cours de laquelle les porte-avions Ark Royal et Furious font décoller des chasseurs pour Malte. Deux jours plus tard, après que les forceurs de blocus allemand atteignent la France, la Force H se replie dans l'Atlantique pour rechercher d'autres forceurs de blocus. Avec ses sister ships Faulknor, Foresight, Forester et Foxhound, le Fearless aide à couler le U-138 le 18 juin. Quatre jours plus tard, la 8e Flottille de destroyers est chargé d'intercepter un navire de ravitaillement allemand repéré se dirigeant vers les côtes françaises. Le lendemain, ils interceptent le MS Alstertor qui est sabordé par son équipage à l'approche des navires britanniques. Ils sauvent 78 prisonniers de guerre britanniques pris sur des navires coulés par les raiders allemands.

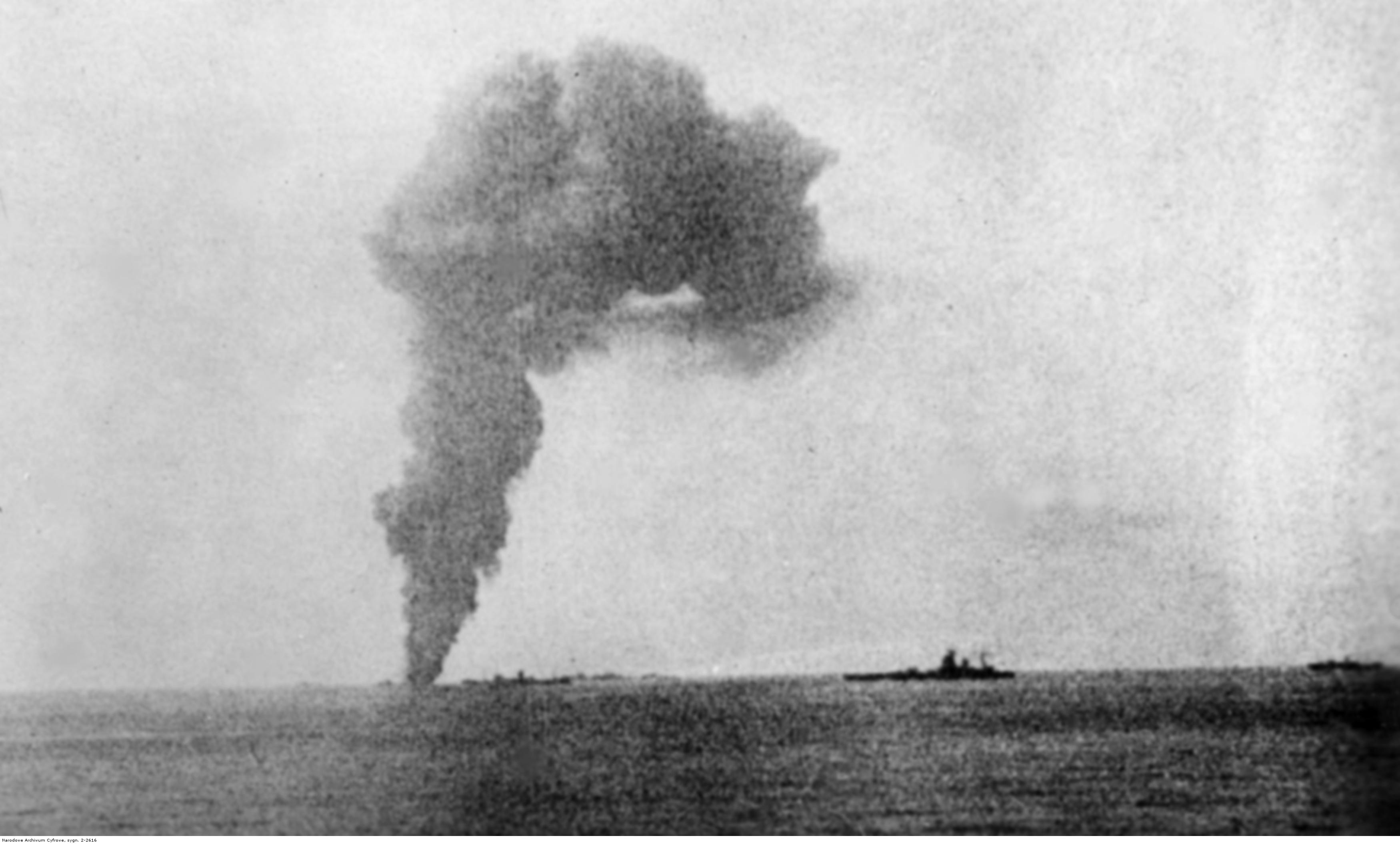
Vraisemblablement le Fearless en feu le 23 juillet 1941

Un autre convoi de Malte (opération Substance) est conduit à la mi-juillet, lourdement escorté par la Force H et des éléments de la Home Fleet. Le Fearless est torpillé par un bombardier-torpilleur italien Savoia-Marchetti SM.79 à 9h45 le 23 juillet. La détonation tue 27 personnes et blesse 11 membres d'équipage, met le feu au réservoir de pétrole arrière et coupe toute la puissance et l'arbre d'hélice bâbord. Le Forester lui porte secours, mais le Fearless n'a pas pu être sauvé dans ces circonstances. Son équipage est secouru par sa sister ship, qui ensuite saborde le navire naufragé et en feu avec des torpilles à 10h57, à environ 50 milles nautiques (93 kilomètres) au Nord-Nord-Est de Bône en Algérie, à la position géographique de 37° 40′ N, 8° 20′ E.

### Honneurs de bataille
- NORWAY 1940
- ATLANTIC 1911
- MALTA CONVOYS 1941
- MEDITERRANEAN 1941

### Participation auxconvois
Le Fearless  a navigué avec les convois suivants au cours de sa carrière:
1. Convoi Tiger
2. Convoi HG 54
3. Convoi NP 1
4. Convoi OG 66
5. Convoi TC 1
6. Convoi TC 2
7. Convoi TC 3
8. Convoi WS 5B

### Commandement
- Commander (Cdr.) Kenneth Lanyon Harkness (RN) du 17 août 1938 au 15 juillet 1940
- Commander (Cdr.) Ian Reddie Hamilton Black (RN) du 15 juillet 1940 au 28 décembre 1940
- Commander (Cdr.) Anthony Follett Pugsley (RN) du 28 décembre 1940 au 23 juillet 1941